# Jordi Llorca Piqué
Jordi Llorca Piqué és Catedràtic de la Universitat Politècnica de Catalunya (UPC), on ha exercit com a director de l'Institut de Tècniques Energètiques, del Centre de Recerca en Nanoenginyeria i del Centre de Recerca en Ciència i Enginyeria Multiescala de Barcelona, així com de Vicerector de Recerca. És membre numerari de l'Institut d’Estudis Catalans (IEC) i de la Reial Acadèmia de Ciències i Arts de Barcelona (RACAB).
La seva recerca se centra en la nanotecnologia, la catàlisi heterogènia i la fotocatàlisi aplicada a l'energia i al medi ambient, així com en la tecnologia de l'hidrogen. En aquests àmbits ha publicat més de cinc-cents articles en revistes científiques de prestigi, entre les quals destaquen Science, Nature Chemistry i Nature Communications, i ha dirigit una trentena de tesis doctorals.
La Unió Astronòmica Internacional ha batejat l’asteroide 2013 WD1 amb el seu nom en reconeixement als seus estudis sobre meteorits, tant des de la vessant històrica com científica. Ha classificat més de dos-cents meteorits, incloent el meteorit de Mart Ksar Ghilane 002 trobat al Sàhara. Ha participat en el descobriment del meteorit de Barcelona, caigut el 1704, i en nombroses expedicions per recuperar meteorits en deserts arreu del món.

## Premis i reconeixements
- Premi Humbert Torres de divulgació científica, 2003.

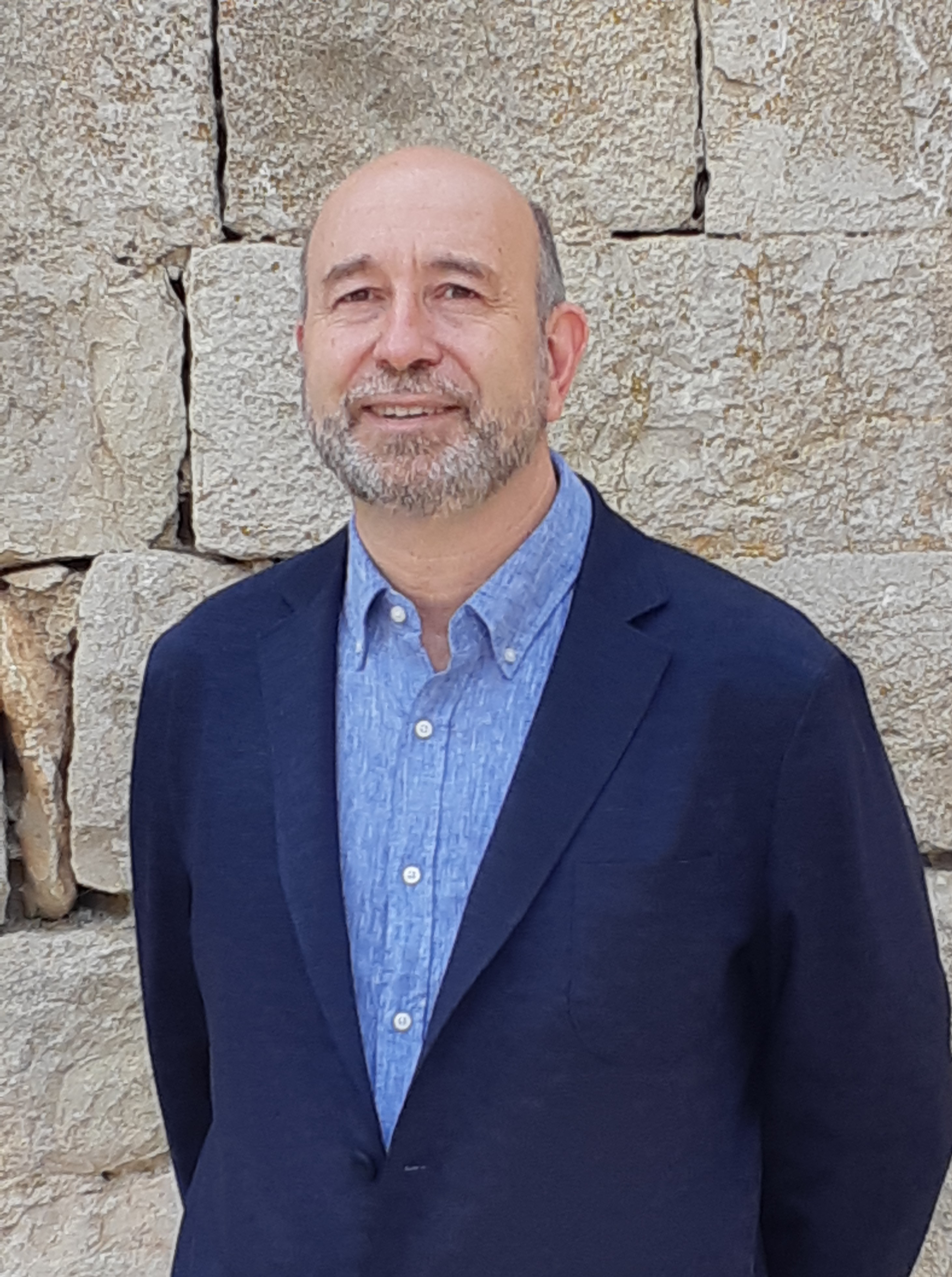
Jordi Llorca Piqué

- Distinció de la Generalitat de Catalunya per a la Promoció de la Recerca Universitària, 2003.
- Premi ICREA Academia, 2010-2014.
- Premi ICREA Academia, 2015-2019.
- Premi ICREA Academia, 2020-2024.
- Premi al Talent Serra Húnter, categoria de Trajectòria d'excel·lència, 2025.

## Obra publicada
A més a més de la seva tasca docent i d'investigació, Jordi Llorca ha publicat els següents llibres de divulgació científica:
- Els meteorits: Què són i per a què serveixen. Edicions de l'Institut d'Estudis Ilerdencs, 1995. ISBN 84-87029-63-9.
- Pedres que cauen del cel. L'impacte dels meteorits en la història i la ciència. Pagès Editors, 2003. ISBN 978-84-9779-046-8.
- Meteoritos y cráteres. Fragmentos de otros mundos que caen en la Tierra. Milenio Publicaciones, 2004. ISBN 9788497431248.
- El hidrógeno y nuestro futuro energético. Edicions UPC, 2010. ISBN 9788498804188.